# Westenergie-Turm
Der Westenergie-Turm wurde 1996 als RWE-Turm und höchstes Gebäude des Ruhrgebiets fertiggestellt und erhielt seinen aktuellen Namen im Jahr 2020 nach dem Umzug der RWE AG an das neue RWE-Campus an der Altenessener Straße. Von 2016 bis 2020 war es Sitz der Innogy und ist seit 2020 der Sitz der Westenergie.

## Architektur
Das 127 Meter hohe Gebäude (Aussichtsplattform 120 Meter, Antenne 162 Meter) wurde vom Düsseldorfer Architekten Christoph Ingenhoven mit seinem damaligen Büro Ingenhoven Overdiek Kahlen & Partner entworfen. Baubeginn war im Juli 1994. Im Dezember 1996 war der Turm fertiggestellt. Seine Grundfläche entspricht einem Polygon mit 51 Ecken und 32 Metern Durchmesser. Der Westenergie-Turm hat drei Untergeschosse, das Erdgeschoss und 26 Bürogeschosse, die zusammen 56.000 Quadratmeter Fläche ergeben. Zwischen dem 17. und 18. Bürogeschoss liegen zwei Technikgeschosse. Von den insgesamt neun Aufzügen liegt einer außerhalb des Gebäudes. Insgesamt befinden sich hier bis zu 500 Arbeitsplätze.
Das Hochhaus ist ökologisch orientiert konzipiert. Es ermöglicht zwischen der doppelt verglasten Fassade eine natürliche Belüftung und gewinnt natürliche Energie aus Tageslicht und Sonnenwärme. Der Einsatz von energiespeichernden Materialien reduziert zugleich Lastspitzen.
Mit dem ehemaligen RWE-Turm erhielten die Planer mehrfach Auszeichnungen, darunter der Architekturpreis NRW 1998 und der CIMMIT Immobilien Award 1998.

## Verbindung von Architektur und Kunst
Diverse Künstler haben sich mit der Architektur in Verbindung zur Kunst auseinandergesetzt. So bringt Lothar Baumgarten im Bereich des Mitarbeitercasinos und des Erdgeschosses skurrile Wortschöpfungen aus Wirtschaft, Politik und Kultur an den Wänden in neue Zusammenhänge. Der Essener Künstler Norbert Thomas schuf im Park hinter dem Turm die Edelstahlplastik Springende Linie. Richard Long verlegte, ebenfalls im Park, eine Steinplastik mit dem Namen Neandertal Line im Kontrast zur modernen Architektur. François Morellet schuf für jede einzelne Etage eine Plastik, die von Stockwerk zu Stockwerk in ihrer Form variiert.

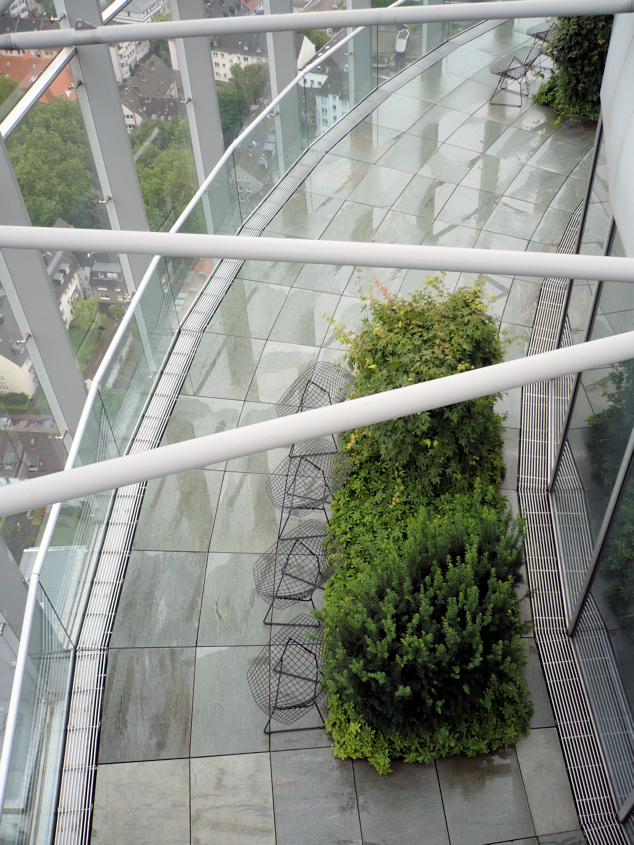
Aussichtsterrasse im 27. Stockwerk
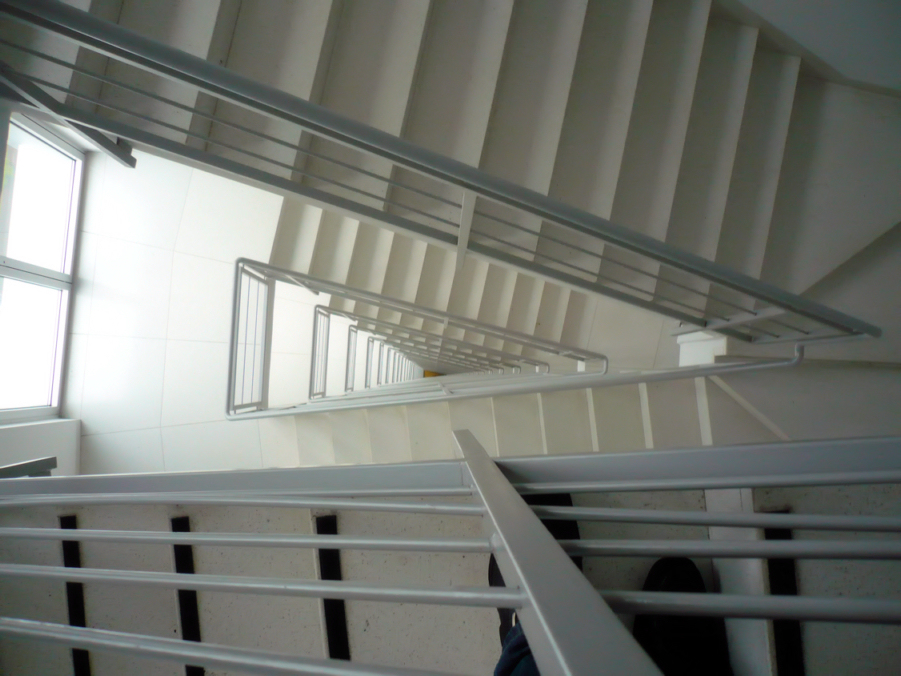
Treppenhaus
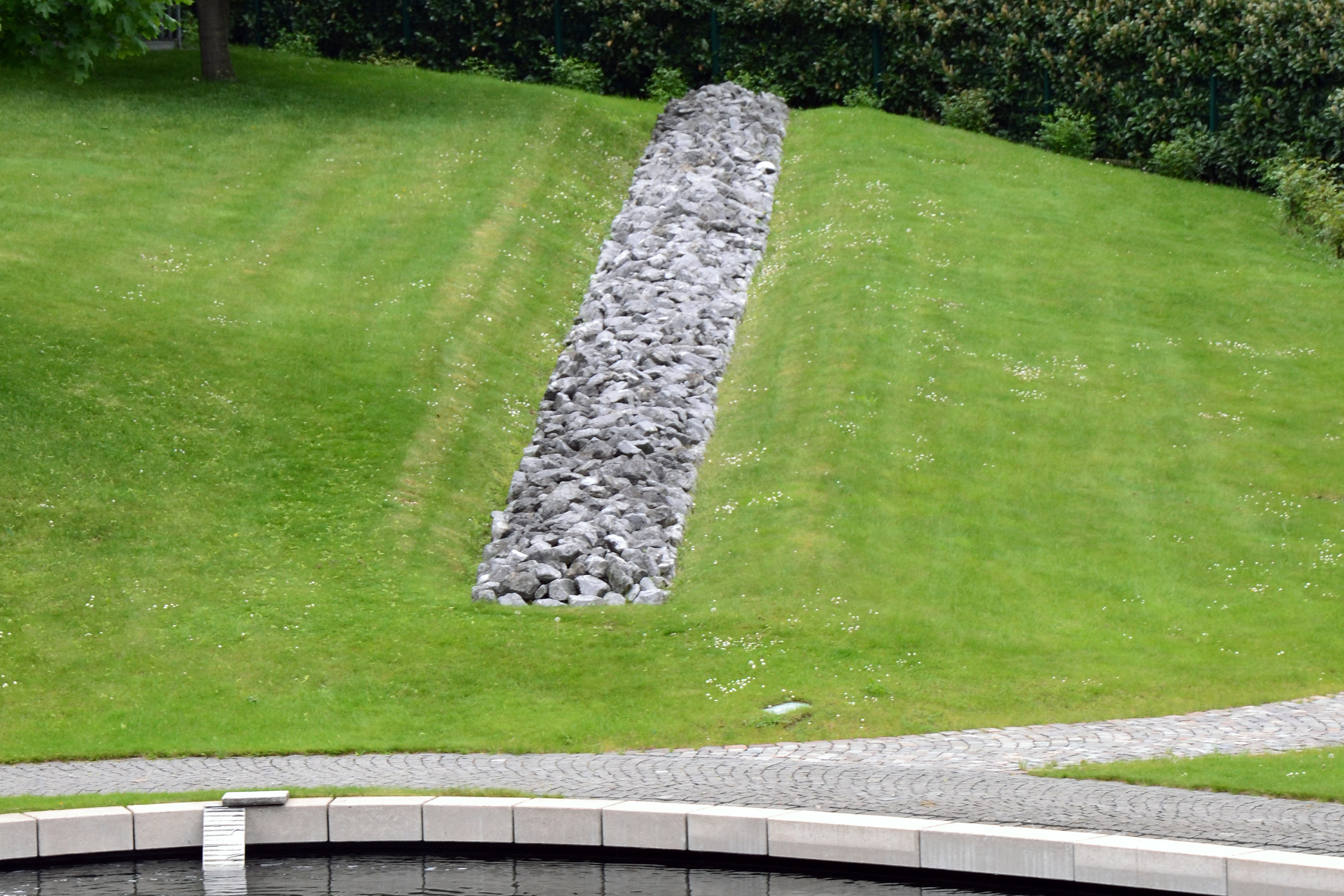
Plastik „Neandertal Line“ von Richard Long
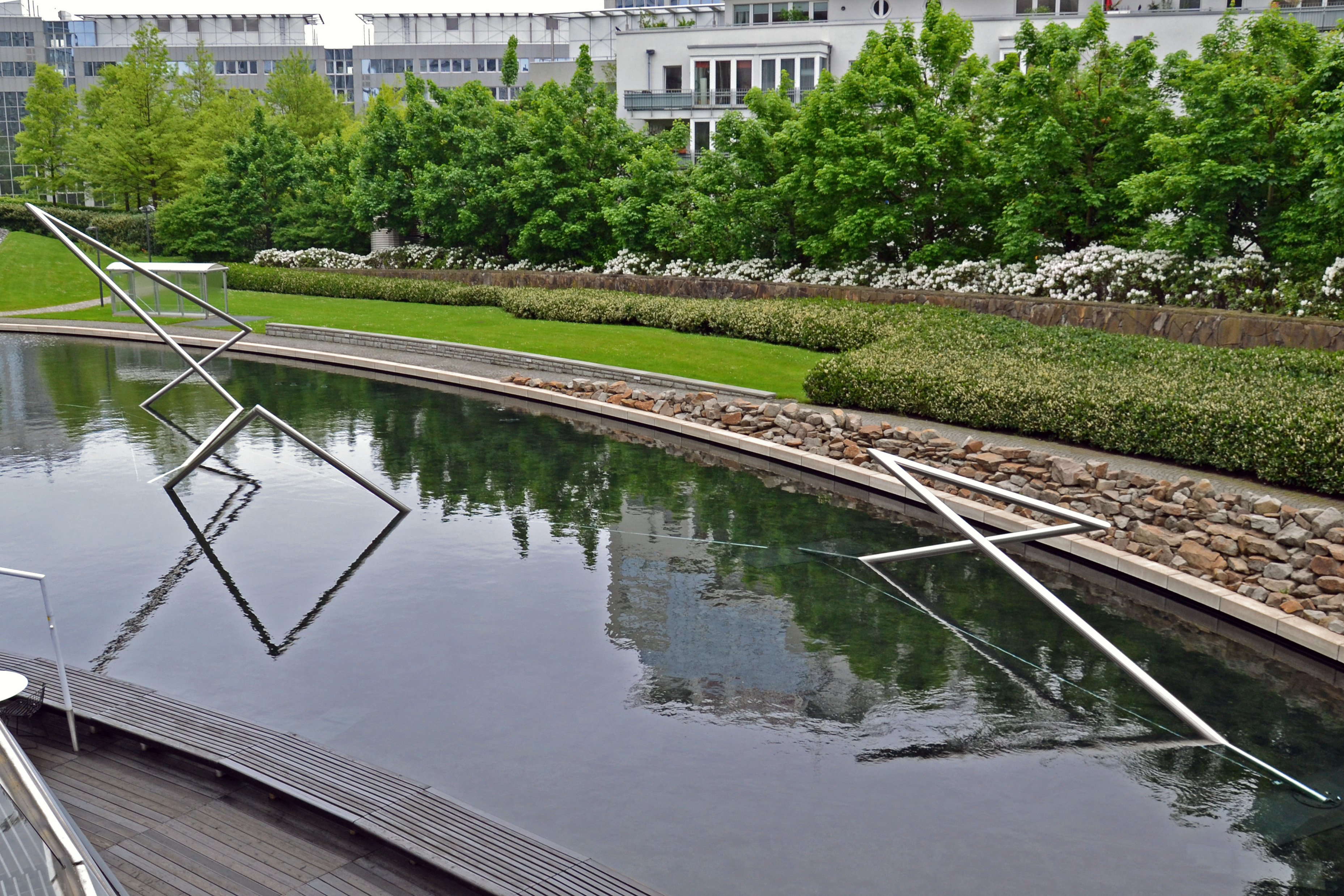
Plastik „Springende Linie“ von Norbert Thomas

## Eigentumsverhältnisse
Das Gebäude befand sich bis 2014 im Eigentum von RWE. 2014 wurde der Turm einschließlich der Nebengebäude an den US-amerikanischen Immobilienfonds  American Realty Capital Global Trust (ARC) verkauft, der die Immobilie langfristig an RWE vermietet. Es handelt sich um eine Sale-Lease-Back- bzw. Sale-Rent-Back-Transaktion. Im Jahr 2019 wurde der erneute Verkauf der Immobilie durch ARC bekannt. Im Jahr 2024 wurde das gesamte Ensemble des Turms und seiner umgebenden Bauten als Opernplatz Quartier vermarktet. Zu diesem Zeitpunkt wurde das Berliner Unternehmen Lianeo Real Estate als Eigentümer genannt.